# Савримович, Болеслав Устинович
Болеслав Устинович Савримович (1836—1905) — российский инженер-путеец, начальник работ по строительству Кругобайкальской железной дороги (1901—1905).

## Биография
Окончил Константиновское военное училище в Санкт-Петербурге. В течение трёх лет работал в 1-й рабочей бригаде по устройству железных дорог в Новороссийском крае.
Уволился из армии и поступил в Институт инженеров путей сообщения, который окончил в 1873 году.
Участвовал в строительстве железных дорог:
- Моршано-Сызранской;
- Боровичской;
- Муромской;
- Екатерининской;
- Самаро-Уфимской;
- Оренбургской;
- Сибирской.

На некоторых стройках был главным инженером.
В 1893 году назначен начальником технического отдела Управления по сооружению Сибирской железной дороги. Принимал участие в решении сложных технических вопросов по строительству Транссибирской магистрали, в том числе обоснованием левобережного варианта подъездной железной дороги Иркутск — станция Байкал и Байкальской железнодорожной переправы.
В 1901—1905 годах начальник работ по строительству Кругобайкальской железной дороги.
Умер в январе 1905 года.